# Hypselobarbus curmuca
Hypselobarbus curmuca, engl. Curmuca Carp, auf Hindi Koracha, Kooral, കൂരല് oder ചുണ്ടന്, ist eine große Karpfenfischart, die endemisch in Indien vorkommt. Die Art wurde auch unter den Synonymen Barbus curmuca, Barbus guentheri, Cyprinus curmuca, Gobio canarensis, Gobio curmuca, Gonoproktopterus curmuca und Puntius curmuca beschrieben.

## Beschreibung
Die Fische besitzen eine kupferbraune Färbung und die Flossen sind teilweise rötlich. Die Schwanzflosse hat charakteristische orangerote und schwarze Streifen. Die Fische können eine Länge von 120 Zentimetern Länge erreichen. Dieses Exemplar wog etwa 20 Kilogramm und wurde in einem Gewässer in den Westghats gefangen.

## Verbreitung und Lebensraum
Die Fischart hält sich überwiegend in Flüssen des Berglandes auf, dort findet man Hypselobarbus curmuca in tiefen Pools oder schattigen Gewässerabschnitten. Populationen gibt es im Godavari, Cauvery,  Krishna River und Periyar Lake.

## Lebensweise
Hypselobarbus curmuca lebt und pflanzt sich in Bergflüssen fort, wandert jedoch auf der Nahrungssuche auch in Staubecken. Sie ernähren sich von Algen und Insektenlarven. Laichgebiete sind kleinere Nebenflüsse oder Bäche mit sandigem und krautbewachsenem Untergrund.

## Nutzung
Hypselobarbus curmuca dient als Speisefisch und wird experimentell in Aquakulturen gehalten.